# Strada Alba Iulia din Chișinău
Strada Alba Iulia (până în 1991 bd. Engels, până în 1970 str. Buiucanii Noi) se află în sectorul Buiucani, cartierul Buiucanii Noi. Începe de la Piața Unirii Principatelor și continuă pe o lungime de cca 4 km până la confluența cu șoseaua Balcani. La începutul străzii este amplasată o clădire cu 16 etaje (1977, arh. F. Șostac), apoi continuă până la strada Ion Pelivan cu blocuri cu 4 etaje (pe partea de sud-vest) și cu 8 (pe partea de nord-est). Peste un interval construit cu case particulare și curți gospodărești, amplasate în cartiere parcelate regulate, se află complexul edilitar al uzinei de televizoare Alfa și blocuri de locuit cu 8-15 etaje, cu magazine și prestări servicii la parter. În această zonă a Chișinăului a fost construită Biserica „Sf. Apostoli Petru și Pavel”.
Strada poartă denumirea municipiului Alba Iulia din România, o veche așezare dacică, cunoscută și ca oraș roman (Apulum). La 1 decembrie 1918, în acest oraș, la o mare adunare populară, a fost proclamată Unirea Principatelor Române.

## Sursă
Chișinău. Enciclopedie (pag. 442) – Chișinău, 1996